# Zbigniew Bargielski
Zbigniew Bargielski (ur. 21 stycznia 1937 w Łomży ) – polski kompozytor i pedagog.

## Życiorys
Studiował prawo na Uniwersytecie Marii Curie-Skłodowskiej w Lublinie w latach 1954–1958 . W 1958 rozpoczął studia kompozytorskie w Państwowej Wyższej Szkole Muzycznej w Warszawie pod kierunkiem Tadeusza Szeligowskiego, a po jego śmierci kontynuował je u Bolesława Szabelskiego w Państwowej Wyższej Szkole Muzycznej w Katowicach . Dyplom uzyskał w roku 1964 . W latach 1966–1967 odbywał studia uzupełniające u Nadii Boulanger w Paryżu, a w 1972 w Hochschule für Musik w Grazu . W 1976 wyjechał do Austrii, gdzie uczył w szkole muzycznej w Bruck an der Mur. W 1977 wykładał w PWSM w Bydgoszczy; 1986 był stypendystą Deutscher Akademischer Austauschdienst w Darmstadt. Od 2002 uczy kompozycji w Akademii Muzycznej w Bydgoszczy, a od 2003 także w Krakowie. Mieszka na stałe w Wiedniu.
Jego utwory wykonywano na licznych festiwalach, m.in. Warszawskiej Jesieni, Festival de Paris, Steirischer Herbst w Grazu. Wykonywane były w wielu krajach Europy, w Stanach Zjednoczonych, w Australii i Ameryce Południowej.
Jest laureatem nagród na konkursach kompozytorskich. Po raz pierwszy w 1965, na Konkursie Młodych ZKP (za Parades). Otrzymał też wyróżnienie na Międzynarodowej Trybunie Kompozytorów UNESCO w Paryżu w 1981. W 1990 otrzymał medal „Zasłużony dla kultury polskiej”, 1995 Krzyż Oficerski Polonia Restituta. 24 lutego 2011 został odznaczony przez ministra kultury i dziedzictwa narodowego Bogdana Zdrojewskiego Złotym Medalem „Zasłużony Kulturze Gloria Artis”.

## Wybrane kompozycje
- Danton, opera według G. Büchnera (1968–1969)
- Ein Zimmer na zespół kameralny (1972)
- Koncert na perkusję i orkiestrę (1975)
- Koncert na skrzypce i orkiestrę (1976)
- Kwartet smyczkowy ,,Alpejski'' (1976)
- Klatka dla motyli na kwintet dęty (1978)
- W małym dworku, opera (1979)
- II Kwartet smyczkowy ,,Wiosenny'' (1980)
- Historyjki wiedeńskie na dwa fortepiany (1981)
- Sonnenlieder na głosy, chór i zespół kameralny (1983)
- Wyprawa w niewysłowioność na orkiestrę (1986)
- III kwartet smyczkowy ,,Martwa natura z krzykiem'' (1985–1986)
- Ziemia niczyja, oratorium (1989)
- Cha-ord na orkiestrę (1990)
- Concertino na fortepian i orkiestrę (1995)
- Tango na zespół kameralny (1997)
- V Kwartet smyczkowy 'Le temps qui n'est plus' (2001)
- Le cristal flamboyant na klawesyn i taśmę (2002)
- L’espace attrapè na orkiestrę (2005)
- Espace attrape na orkiestrę (2006)
- Nokturn w czerwieni i błękicie na skrzypce i orkiestrę smyczkową (2007)
- Koncert na trąbkę i orkiestrę (2007)
- Kwartet smyczkowy nr 6 „Dramatyczny” (2008)

Źródła:.